# マルク・クロサス
マルク・クロサス・ルケ（Marc Crosas Luque, 1988年1月9日 - ）は、スペイン・ジローナ県サン・フェリウ・ダ・ギシュルス出身の元サッカー選手。現役時代のポジションはミッドフィールダー。

## 来歴
2001年に13歳でFCバルセロナのカンテラであるインファンティルAに入団した。入団後は順調にステップアップし、2006-2007シーズンよりFCバルセロナBに名を連ねた。また、このシーズン途中にはバルセロナのトップチームに負傷者が続出したことからトップチームにも出場している。しかし、世界有数のチームであるFCバルセロナにおいてトップチーム定着はならず、負傷者の復帰に伴い再びFCバルセロナBに戻っており、翌2008年1月にフランスのオリンピック・リヨンに出場機会を求め期限付き移籍をした。
移籍期間の終了後もバルセロナには復帰せず、スコティッシュ・プレミアリーグのセルティックFCに140万ユーロで移籍した。なお保有権の25%は現在もバルセロナが保持したままである。
2011年2月19日、ロシア・プレミアリーグに昇格を果たしたFCヴォルガ・ニジニ・ノヴゴロドへ移籍することが決まった。2012年1月にメキシコのサントス・ラグナへ移籍した。
2016年6月30日、クルス・アスルからセグンダ・ディビシオンのCDテネリフェにローンで加入することが決定した。

## タイトル

### クラブ
オリンピック・リヨン
- リーグ・アン (1) : 2007-08
- クープ・ドゥ・フランス (1) : 2007-08

セルティックFC
- スコティッシュリーグカップ (1) : 2008-09

サントス・ラグナ
- プリメーラ・ディビシオン (1) : クラウスーラ 2012